# Придушення думок
Придушення думок — свідоме намагання особи припинити думати про якусь тему.
Придушення думок часто пов'язане з обсесивно-компульсивними розладами (ОКР). ОКР є зазвичай невдалою спробою «нейтралізувати» нав'язливі думки, зосереджені на одній чи кількох фіксаціях. Воно також пов'язане з роботою над блокуванням пам'яті. Придушення думок має значення як на психічному, так і на поведінковому рівнях, що, можливо, веде до парадоксальних результатів, що суперечать намірам.
Коли когнітивно перевантажена особа намагається придушити думки, частота цих думок збільшується, і вони стають доступнішими, ніж раніше. В результаті когнітивне перенавантаження тільки погіршується, оскільки таким чином збільшується кількість відволікаючих думок.